# Kotówka (Ukraina)
Kotówka (ukr. Котівка, Kotiwka) – wieś na Ukrainie, położona w rejonie czortkowskim obwodu tarnopolskiego, koło miasta Kopyczyńce nad rzeczką Niczławą, dopływem Dniestru. Miejscowość liczy 807 mieszkańców.
Znajduje się tu przystanek kolejowy Kotówka, położony na linii Tarnopol – Biała Czortkowska.
W czasie okupacji niemieckiej mieszkające tutaj ukraińskie małżeństwo Sahajdaków ukrywało Żydów. W 2008 roku Instytut Jad Waszem uhonorował za to pośmiertnie Prokipa i Mariję Sahajdaków tytułami Sprawiedliwych wśród Narodów Świata.
Do 2020 w rejonie husiatyńskim.

## Położenie
Położenie geograficzne: szerokość 49°04'56" N, długość 25°55'26" E, 302 m n.p.m. Historycznie, dzieliła losy odległych o 2 km w kierunku północnym Kopyczyniec.
Na przełomie XIX i XX w. (Austro-Węgry) Kotówka występowała także pod nazwą "Ostapówka z Teklówką". Starostwo i rada powiatowa znajdowała się wtedy w Husiatynie, sąd powiatowy, urząd podatkowy, 2 parafie (łacińska i greckokatolicka) oraz urząd telegraficzny w Kopyczyńcach (odległość 3 km), a właścicielem posiadłości był Rudolf hr. Baworowski. Według SGKPiL (T.12, s.280) Teklówką nazywano grupę domów w południowej części Kotówki, leżących pomiędzy Niczławą a jej prawym dopływem, potokiem Żabim.

## Nazwiska występujące w Kotówce do r. 1939
Baworowski, Bogucki, Gondz, Korczyński, Sahajdak, Szpak, Sycz, Makowecki i inne.

## Mapy
- Kotówka na wojskowej mapie (1:200 000 1cm=2km) austriacko-węgierskiej z r. ok. 1910